# Operacions de Mercat Obert
Les operacions de mercat obert (OMO, en anglès: Open Market Operations) són un instrument de política monetària que consisteix en la compra o la venda de valors per part del banc central. Les OMO s'utilitzen per controlar la quantitat de diners en circulació a l'economia, cosa que afecta la inflació i el creixement econòmic.
Quan el banc central compra valors, injecta diners a l'economia. Això pot ajudar a reduir els tipus d'interès i estimular el creixement econòmic. Per contra, quan el banc central ven valors, retira diners de l'economia. Això pot ajudar a augmentar els tipus d'interès i frenar la inflació.
Les OMO es poden realitzar a través de diferents tipus de valors, com ara:
- Lletres del tresor: són valors emesos pel govern.
- Bons: són valors emesos per empreses o governs.
- Actius recolzats per hipoteques: són valors que estan recolzats per hipoteques.

Les OMO són un instrument flexible que es pot utilitzar per assolir una varietat d'objectius de política monetària. Per exemple, les OMO es poden utilitzar per a:
- Controlar la inflació: si la inflació és alta, el banc central pot vendre valors per retirar diners de l'economia i reduir la inflació.
- Estimular el creixement econòmic: si el creixement econòmic és lent, el banc central pot comprar valors per injectar diners a l'economia i estimular el creixement.
- Estabilitzar els tipus dinterès: si els tipus dinterès estan volàtils, el banc central pot comprar o vendre valors per ajudar a estabilitzar-los.

Les OMO són una eina important de la política monetària que es pot fer servir per influir en l'economia.